# 歪み (経済学)
歪み（ゆがみ、あるいはひずみとも読む）は完全競争の理想からの何らかの離反であって、それは社会厚生の最大化をもって経済主体らが衝突するその結果であって、彼らが彼ら自身のものを最大にさせる場合に生ずる。例えば、比例賃金所得税（英：proportional wage-income tax）は歪みがある、これに反して、一括税はそうでない。競争均衡において、比例賃金所得税は仕事を落胆させる。